# MÁV 326 sorozat
A MÁV IIIe. osztály, 1911-től 326 sorozat a leghosszabb ideig szolgálatot teljesítő magyar nagyvasúti gőzmozdonytípus. Pályafutásuk elején tehervonatokat és a nagyobb emelkedésű pályák személyszállító vonatait továbbította, később fokozatosan az állomási tolatószolgálatba kerültek át, ahonnan csak a dízelesítés tudta a járműveket végleg nyugdíjba küldeni.

## Kifejlesztése
A MÁV a megalakulása után a síkvidéki tehervonatok és hegyvidéki személyvonatok vontatására a III. osztályú (1911. után 335 sorozatú) mozdonyokat szerezte be nagyobb mennyiségben. Az 1880-as évek elejére újabb tehervonati mozdonybeszerzés vált időszerűvé. Ekkor úgy döntöttek, hogy a III. osztályú mozdonyokat áttervezik a műszaki fejlődés követelményeinek megfelelően. A tervezést a MÁV mozdonyszerkesztési osztálya a MÁV Gépgyár tervezőivel együttműködve végezte. A mozdony a MÁV Gépgyár D3 (későbbi jelölés szerint: 13.) gyári típusa lett.
Az első IIIe. osztályú  mozdonyokat, melyek egységára 53 600,– korona volt, a berlini Wöhlert cég 1882 júliusában adta át a MÁV-nak, mely ez év végéig összesen tíz, míg a MÁV Gépgyár ugyanezen időpontig további nyolc mozdonyt készített. Ezen korai, hazai építésű példányok szerkocsiját a prága-smíchovi Ringhoffers Waggonfabrik készítette.

## Szerkezete
A IIIe. osztályú mozdonyok tehát a III. osztályéval azonosan C tengelyelrendezésű, azaz három, a keretbe mereven ágyazott kapcsolt kerékpárral, futókerékpár nélkül készült, kéthengeres, ikergépezetű, szerkocsis gőzmozdonyok voltak.

### Kazán
A IIIe. osztályú mozdonyok tervezésekor a legnagyobb változtatások a kazánt érintették. A gőznyomást  8,5 bar-ról 10 bar-ra emelték, mellyel a kazán teljesítményét jelentősen megnövelték. Az állókazánt a problémás Crampton-rendszerű mennyezettartós kivitel helyett mennyezetcsavaros tűzszekrény-felfüggesztéssel, azaz porosz-, más néven Becker-rendszerű állókazánnal váltották fel. Az állókazán lemezvastagság változatlanul 14 mm, illetve 20 mm vastag lemezekből készült. A rostély a III. osztályú mozdonyokéval közel azonos (1,65 m²) felülettel, azonban előrefelé 1/3-as lejtéssel, elöl buktatható résszel készült. A hamuládára már fenékcsappantyúkat is szereltek. Az állókazánt továbbra is ún. golyvafallal csatlakoztatták a hosszkazánhoz, melyet három, 14 mm vastag folytvaslemezből álló övből szegecseltek össze. A hosszkazán átmérője és a sínfejtől mért magassága változatlan maradt és nem változott a tűzcsövek 4,2 m hosszúsága sem. A tűzcsövek átmérőjét azonban 40,5/46 mm-re csökkentették, mennyiségüket pedig 198 db-ra növelték. A gőzdóm itt is az első kazánövre került, azonban alakja egyszerűbb, kúpos kivitelű lett. A gőzdómba változatlanul síktolattyús gőzszabályozó került. A gőzdómra a korábbiakkal azonosan közvetett terhelésű rugómérleges biztonsági szelepet szereltek. A mozdony kéménye az első szériáknál ún. Ressig-rendszerű, „gólyafészkes” kivitelű lett, melybe szikrafogót is építettek. A füstszekrény továbbra is rövid, 825 mm belső hosszúságú lett. A kazánt az elődhöz hasonlóan 1–1 db 9, illetve 7 mm-es nyílású Friedmann-rendszerű nem szívó, „restarting” frissgőz-lövettyű táplálta vízzel.

### Gépezet
A gépezet elemei szintén azonosak a III. osztályéval, a következő eltérésekkel: a nagyobb dugattyúerők miatt a hajtórudak I alakú keresztmetszettel készültek, míg a csatlórudaknál megmaradt a négyzetkeresztmetszet. A be- és kiömlőcsövek 50 mm-rel hosszabbak lettek. Az excenterek elősietési szögét előre 29, hátrafelé 31°-ra növelték. A hengerek legnagyobb töltése mindkét irányban 66%-ra csökkent volt. A kormányvonórudat emeltyűvel kombinált kormánycsavarral szabályozták.

### Keret, futómű, mozdonysátor
A IIIe. osztályú mozdonyok kerete és futóműve milliméterre azonos méretű volt és azonos elemekből állt, mind a III. osztályú mozdonyoké.
A mozdonyok vezetőállása is a III. osztályét követte, azonban az oldalsó kivágás már csak az oldalfal közepéig nyúlt előre. A kivágásokat tolóablakkal lehetett elzárni; elé pedig oldalanként egy-egy szögletes fix oldalablakot is szereltek. A sátor homlokára továbbra is egy-egy ovális homlokablak került.

### Segédberendezések
A gőzben lévő alkatrészek kenéséről a korai példányoknál egy Kordina-rendszerű, később Náthán-rendszerű, a kazán gőzével működő központi olajozó, ún. lubrikátor gondoskodott. Egyéb elemei a III. osztályhoz képest nem változtak. Az első szállítások néhány példányára Hardy-rendszerű légűrféket szereltek, ezzel azonban csak a vonatszerelvényt lehetett fékezni.

### Szerkocsi
A IIIe.osztályú mozdonyokhoz a III. osztályéval azonos háromtengelyes szerkocsit kapcsoltak. 

## Az első évek
Az első mozdonyokat Budapest-Józsefváros fűtőházhoz állomásították és Hatvan, Szolnok és Szabadka felé, majd 1884-től Győr felé is a tehervonatokat továbbították. A mozdonyok szabványos terheléseit az alábbi táblázat tartalmazza:

| A IIIe. osztályú mozdonyok engedélyezett vonatterhelései | A IIIe. osztályú mozdonyok engedélyezett vonatterhelései | A IIIe. osztályú mozdonyok engedélyezett vonatterhelései | A IIIe. osztályú mozdonyok engedélyezett vonatterhelései | A IIIe. osztályú mozdonyok engedélyezett vonatterhelései | A IIIe. osztályú mozdonyok engedélyezett vonatterhelései | A IIIe. osztályú mozdonyok engedélyezett vonatterhelései |
| Pálya- emelkedés                                         | 15 km/h                                                  | 20 km/h                                                  | 25 km/h                                                  | 30 km/h                                                  | 40 km/h                                                  | 45 km/h                                                  |
| -------------------------------------------------------- | -------------------------------------------------------- | -------------------------------------------------------- | -------------------------------------------------------- | -------------------------------------------------------- | -------------------------------------------------------- | -------------------------------------------------------- |
| 0‰                                                       | 2365 t                                                   | 1860 t                                                   | 1479 t                                                   | 1171 t                                                   | 751 t                                                    | 598 t                                                    |
| 5‰                                                       | 736 t                                                    | 597 t                                                    | 495 t                                                    | 408 t                                                    | 286 t                                                    | 237 t                                                    |
| 10‰                                                      | 412 t                                                    | 333 t                                                    | 275 t                                                    | 226 t                                                    | 157 t                                                    | 129 t                                                    |
| 16‰                                                      | 255 t                                                    | 203 t                                                    | 165 t                                                    | 133 t                                                    | 88 t                                                     | 69 t                                                     |
| 20‰                                                      | 197 t                                                    | 154 t                                                    | 123 t                                                    | 97 t                                                     | 61 t                                                     | –                                                        |
| 25‰                                                      | 148 t                                                    | 113 t                                                    | 88 t                                                     | 67 t                                                     | –                                                        | –                                                        |

## Sorozatgyártás
Az első sorozat sikeres bevezetése után a MÁV-nál a típus nagyobb darabszámú beszerzéséről döntöttek. 1886. végéig összesen 158 db IIIe. osztályú mozdony készült el, melyeket mind a MÁV állította szolgálatba. A mozdonyok többségét még külföldről hozták be: az említett tíz Wöhlert-mozdony mellett, 90 db-ot a Bécsújhelyi Mozdonygyár, 10-10 db-ot a linzi Krauss cég szállította.
MÁV Gépgyár szállította harmincnyolc mozdony vezérműve kismértékben eltért a többitől: a tolattyúk külső túlfedése 26,5 mm, belső túlfedése 0 értékű volt. A mozdonyok kéményét kúpos, Prüssmann-rendszerű kivitelre cserélték és fokozatosan a korábbiakét is ilyenre cserélték.
A Szerb Államvasutak (Srbske državne železnice / Српске Државне Железнице (SDŽ-СДЖ)) a Belgrád–Niš vasútvonala megnyitásához 1884-ben összesen négy ilyen mozdonyt vásárolt a Bécsújhelyi Mozdonygyártól. Az eredetileg szintén a MÁV részére szállítani tervezett mozdonyok az 51–54 pályaszámokat kapták.
Ugyanebben az évben és a rá következőben a Győr–Sopron–Ebenfurti Vasút szerzett be a Bécsújhelyi Mozdonygyártól és állított üzembe egy-egy példányt, 16–17 pályaszámmal. Érdekes, hogy a ezeket a mozdonyokat a társaság III. osztályúként jelölte.
A 659 pályaszámú mozdonytól kezdve a járművek módosított tervek szerint készültek. Az új kivitel lett a MÁV Gépgyár D3IV-V jelű (későbbi jelölés szerint: 281) gyári típusa. Ettől az altípustól kezdve a IIIe. osztályú mozdonyok 1700 mm hosszú, ún. amerikai füstszekrényt kaptak. A kémény továbbra is  kúpos, Prüssmann-féle maradt. A korábbi kivitelen a járólapokon elhelyezett homokládákat a kazán tetejére szerelt homokdómmal váltották fel, amiben a homokszórót csigás szerkezet működtette. A korábbi több részes, gyűrűs gőzdóm helyett egyszerűbb, enyhén kúpos kivitel került a kazánra. A hosszabb füstszekrény miatt a mozdonyok hossza és tömege is kis mértékben megnövekedett, melyeket a mellékelt táblázat tüntet fel. Ebből a második fő altípusból 1890. végéig 80db készült, egy Mohács–Pécsi Vasút részére szállított példány kivételével szintén a MÁV részére. A mozdonyok közül 61db már MÁV Gépgyárban készült, 5-5 db-ot linzi Krauss cég, az ÁVT Gépgyára és a Floridsdorfi Mozdonygyár (utóbbi a 162 rendelési számon), illetve négyet Bécsújhelyi Mozdonygyár szállította. A hazai gyártású mozdonyok tolattyú-beállításai továbbra is eltértek az osztrák gyárak által szállítottakétól. Ebből a típusváltozatból 5 db-ot rendelt a Magyar Északkeleti Vasút (MÉKV) is, mely a járműveknek a 101–105 pályaszámomat szánta. A MÉKV államosítása miatt a mozdonyokat már a MÁV állította szolgálatba 932–936 pályaszámokon. Az MPV mozdonya a 6II pályaszámot és emellett a TÖTTÖSII nevet kapta.
A 19. század végén számos magánvasút államosításával a MÁV vonalhálózata jelentősen megnőtt, és a magánvasutak sokféle, kis darabszámú és többségében elavult típusát rövid idő alatt korszerű mozdonyokra kellett cserélni. Ezért a IIIe. osztályú mozdonyokból további, jelentős mennyiség beszerzését határozták el.
1891-ben, a 284 szerkezetszámtól, azaz a MÁV 937 pályaszámon üzembe helyezett mozdonyától kezdve a mozdonyok kazánját megváltoztatták: visszatértek a III. osztálynál is alkalmazott és innentől valamennyi hazai tervezésű mozdonynál szabványossá vált 46,5/52 mm-es tűzcsőátmérőhöz, melyből 171 db-ot építettek be a IIIe. osztályú mozdonyok hosszkazánjába. A legalsó csősor távolsága a tűzszekrény alsó élétől kb. 30 mm-rel lett kisebb. A változtatásoknál megfelelően kissé módosult a tűzszekrény és a tűzcsövek fűtőfelülete is. A 954, 956 és 959 pályaszámú mozdonyokat hóhányógépek működéséhez gőzvezetékkel szerelték fel.
A IIIe. osztályú mozdonyokat a MÁV többi mozdonyával együtt 1891-től új pályaszámokkal látta el. Az átszámozással a típus valamennyi egysége azonos pályaszámcsoportba került, az eredeti pályaszámuk növekvő sorrendjében. A mozdonyok új pályaszáma 2251–2509 lett, 1892-től pedig a frissen szállított járműveket már az új rendszer szerint szállították. Gőzvezeték került a 2514 pályaszámú mozdonyra is.
1892-ben Magyarország egyik legjelentősebb magánvasútja, a Kassa–Oderbergi Vasút is megkezdte a IIIe. osztályú
mozdonyok beszerzését. Ebben az évben két ilyen mozdonyt vásárolt, melyeket 206–207 pályaszámokon helyezett üzembe.
1893-tól, a 288 szerkezetszámtól kezdve a tolattyúk külső túlfedéseit elöl 27 mm-re, hátul 29 mm-re, belső túlfedéseit pedig 2 mm-re módosították. 1895-től, 288 szerkezetszámtól azonban visszatértek a legelső kivitelnél alkalmazott, a III. osztályéval azonos beállításokhoz. Ezeket a mozdonyokat már mind a MÁV Gépgyár szállította. Ebben az évben a KsOd újabb öt példányt vásárolt és azokat 208–212  pályaszámokon vette állagba. A nagy sorozatú gyártás a MÁV részére 1897-ig folyt, jóllehet ekkor már rendelkezésre álltak a korszerűbb IIIq. osztályú (később 325 sorozatú) mozdonyok is, amelyeknek pont ebben az évben kezdődött el a nagyobb számú építése. Az utolsó MÁV-gyártási sorozat mozdonyai darabonként egységára 64 600,– koronába kerültek. A MÁV az utolsó, 497. IIIe. osztályú mozdonyát 1898. legelején állította szolgálatba. Szintén 1898-ban a KsOd nyolc IIIe. osztályú mozdonyt állított szolgálatba 213–220 pályaszámokon.
Több évvel a sorozatgyártás beszüntetése után is készült néhány az egyszerű szerkezetű, jól bevált típusból. 1907-ben egy darabot a Győr–Sopron–Ebenfurti Vasút szerzett be és állított üzembe 20 pályaszámmal és III. osztályjelzéssel. Utoljára 1910-ben és 1912-ben készült még egy-egy példány az MPV részére. Az előbbi a 9II pályaszámot és a DRÁVAII nevet, az utóbbi a 8II pályaszámot és a DUNAII nevet kapta.
A IIIe. osztályú mozdonyok gyártását az alábbi táblázat foglalja össze:
| A IIIe. osztály (MÁV 326 sorozat) gyártási adatai | A IIIe. osztály (MÁV 326 sorozat) gyártási adatai | A IIIe. osztály (MÁV 326 sorozat) gyártási adatai | A IIIe. osztály (MÁV 326 sorozat) gyártási adatai | A IIIe. osztály (MÁV 326 sorozat) gyártási adatai | A IIIe. osztály (MÁV 326 sorozat) gyártási adatai | A IIIe. osztály (MÁV 326 sorozat) gyártási adatai | A IIIe. osztály (MÁV 326 sorozat) gyártási adatai |
| Gyártó                                            | Mozdony szerkezet- szám                           | Szerkocsi szerkezet- szám                         | Vasút                                             | Pályaszám 1891-ig                                 | Pályaszám 1891–1911-ig                            | Pályaszám 1911-től                                | Gyártási év                                       |
| ------------------------------------------------- | ------------------------------------------------- | ------------------------------------------------- | ------------------------------------------------- | ------------------------------------------------- | ------------------------------------------------- | ------------------------------------------------- | ------------------------------------------------- |
| Wöhlert                                           |                                                   |                                                   | MÁV                                               | 401–410                                           | 2251–2260                                         | 326,001–010                                       | 1882.                                             |
| MÁV Gépgyár                                       | D3I (131)                                         | [ 5 ]                                             | MÁV                                               | 411–418                                           | 2261–2268                                         | 326,011–018                                       | 1882.                                             |
| MÁV Gépgyár                                       | D3II (132)                                        | [ 5 ]                                             | MÁV                                               | 419–422 423–426                                   | 2269–2272 2273–2276                               | 326,019–022 326,023–026                           | 1883. 1884.                                       |
| Lf. v. Sigl                                       | 59.                                               |                                                   | MÁV                                               | 427–443                                           | 2277–2293                                         | 326,027–043                                       | 1883.                                             |
| MÁV Gépgyár                                       | D3III (133)                                       | [ 5 ]                                             | MÁV                                               | 444–446 447–454 455–459                           | 2294–2296 2297–2304 2305–2309                     | 326,044–046 326,047–054 326,055–059               | 1884. 1885. 1886.                                 |
| Lf. v. Sigl                                       | 59.                                               |                                                   | MÁV                                               | 460–500 601–603                                   | 2310–2350 2351–2353                               | 326,060–100 326,101–103                           | 1884. 1884.                                       |
| Lf. v. Sigl                                       | 59.                                               |                                                   | SDŽ-СДЖ                                           | 51–52                                             | 51–52                                             | 51–52                                             | 1884.                                             |
| Lf. v. Sigl                                       | 59.                                               |                                                   | MÁV                                               | 604–607                                           | 2354–2357                                         | 326,104–107                                       | 1884.                                             |
| Lf. v. Sigl                                       | 59.                                               |                                                   | GYSEV                                             | 16                                                | 16                                                | 16                                                | 1884.                                             |
| Lf. v. Sigl                                       | 59.                                               |                                                   | SDŽ-СДЖ                                           | 53–54                                             | 53–54                                             | 53–54                                             | 1884.                                             |
| Lf. v. Sigl                                       | 59.                                               |                                                   | MÁV                                               | 608–613 614–632                                   | 2358–2363 2364–2382                               | 326,108–113 326,114–132                           | 1884. 1885.                                       |
| Lf. v. Sigl                                       | 59.                                               |                                                   | GYSEV                                             | 17                                                | 17                                                | 17                                                | 1885.                                             |
| Krauss & Co                                       |                                                   |                                                   | MÁV                                               | 633–642                                           | 2383–2392                                         | 326,133–142                                       | 1885.                                             |
| Mf. d. StEG                                       |                                                   |                                                   | MÁV                                               | 643–652                                           | 2393–2402                                         | 326,143–152                                       | 1885.                                             |
| MÁV Gépgyár                                       | D3III (133)                                       | [ 5 ]                                             | MÁV                                               | 653–658                                           | 2403–2408                                         | 326,153–158                                       | 1886.                                             |
| MÁV Gépgyár                                       | D3IV-V (281)                                      | (71)                                              | MÁV                                               | 659–669 670–700 901–913                           | 2409–2419 2420–2450 2451–2463                     | 326,159–169 326,170–200 326,201–213               | 1888. 1889. 1889.                                 |
| MÁV Gépgyár                                       | D3V (282)                                         | (72)                                              | MPV                                               | 6II                                               | 6II                                               | 6II                                               | 1889.                                             |
| Mf. d. StEG                                       |                                                   |                                                   | MÁV                                               | 914–915 916–918                                   | 2464–2465 2466–2468                               | 326,214–215 326,216–218                           | 1889. 1890.                                       |
| Krauss & Co                                       |                                                   |                                                   | MÁV                                               | 919–923                                           | 2469–2473                                         | 326,219–223                                       | 1890.                                             |
| WLF                                               | 162                                               | 729                                               | MÁV                                               | 924–927                                           | 2474–2477                                         | 326,224–227                                       | 1889.                                             |
| Lf. v. Sigl                                       | 59.                                               |                                                   | MÁV                                               | 928–931                                           | 2478–2481                                         | 326,228–231                                       | 1889.                                             |
| MÁV Gépgyár                                       | D3VI (283)                                        | (73)                                              | MÁV                                               | 932–936                                           | 2482–2486                                         | 326,232–236                                       | 1890.                                             |
| MÁV Gépgyár                                       | 284                                               | 75                                                | MÁV                                               | 937–949                                           | 2487–2499                                         | 326,237–249                                       | 1891.                                             |
| MÁV Gépgyár                                       | 285                                               | 76                                                | MÁV                                               | 950–958 959                                       | 2500–2508 2509                                    | 326,250–258 326,259                               | 1891. 1892.                                       |
| MÁV Gépgyár                                       | 286                                               | 7                                                 | MÁV                                               | –                                                 | 2510–2530 2531–2532                               | 326,260–280 326,281–282                           | 1892. 1893.                                       |
| MÁV Gépgyár                                       | 287                                               | 79                                                | KsOd                                              | –                                                 | 206–207                                           | 206–207                                           | 1892.                                             |
| MÁV Gépgyár                                       | 288                                               | 710                                               | MÁV                                               | –                                                 | 2533–2560 2561–2562                               | 326,283–310 326,311–312                           | 1893. 1894.                                       |
| MÁV Gépgyár                                       | 289                                               | 712                                               | MÁV                                               | –                                                 | 2563–2622                                         | 326,313–372                                       | 1894.                                             |
| MÁV Gépgyár                                       | 2810                                              | 714                                               | MÁV                                               | –                                                 | 2623–2662                                         | 326,373–412                                       | 1895.                                             |
| MÁV Gépgyár                                       | 2811                                              | 716                                               | MÁV                                               | –                                                 | 2663–2672                                         | 326,413–422                                       | 1896.                                             |
| MÁV Gépgyár                                       | 2812                                              | 717                                               | KsOd                                              | –                                                 | 208–212                                           | 208–212                                           | 1895.                                             |
| MÁV Gépgyár                                       | 2813                                              | 718                                               | MÁV                                               | –                                                 | 2673–2722                                         | 326,423–472                                       | 1896.                                             |
| MÁV Gépgyár                                       | 2814                                              | 719                                               | MÁV                                               | –                                                 | 2723–2746 2747                                    | 326,473–496 326,497                               | 1897. 1898.                                       |
| MÁV Gépgyár                                       | 2815                                              | 721                                               | KsOd                                              | –                                                 | 213–220                                           | 213–220                                           | 1898.                                             |
| MÁV Gépgyár                                       | 2816                                              | 203                                               | GYSEV                                             | –                                                 | 20                                                | 20                                                | 1907.                                             |
| MÁV Gépgyár                                       | 2817                                              | 725                                               | MPV                                               | –                                                 | –                                                 | 9II                                               | 1910.                                             |
| MÁV Gépgyár                                       | 2818                                              | 726                                               | MPV                                               | –                                                 | –                                                 | 8II                                               | 1912.                                             |

A mozdonyok a Monarchiában 1894-től kötelező módon új hadijelet is kaptak, mely ennél a típusnál  {\displaystyle {\tfrac {\mathrm {I} \mathrm {I} \mathrm {I} \ 300}{\mathrm {B} _{4}}}}  volt.

## Üzemük az első világháború végéig
A nagy számban beszerzett sorozat a MÁV legelterjedtebb tehervonati mozdonya lett. A MÁV egész hálózatán elterjedtek és általában tehervonatok továbbítására használták. Később hegyi vonalakra is kerültek, a Brassó–Predeál és Sepsiszentgyörgy–Gyimesbükk szakaszokra. Itt gyakran fogták be őket személyvonatokat elé is, de fő alkalmazásuk a tehervonatok vontatása volt. A IIIq. osztályú (később 325 sorozatú) és még inkább a IIIu. osztályú (később 324 sorozatú) gőzmozdonyok elterjedése után a 326-osok kiszorultak a vonali szolgálatból. Mivel kis átmérőjű kerekeik és iker gépezetük következtében fürge, jól gyorsuló mozdonyok voltak, a tolatószolgálatban találtak alkalmazást.
A korai gyártású mozdonyokat a főműhelyekben fokozatosan átalakították. Ezek is hosszú füstszekrényt kaptak és lecserélték a kéményüket is kúpos, Prüssmann-kivitelűre. A gőzdómot azonban általában nem cserélték ki és homokdómot sem mindig szereltek fel. A vákuumféket eltávolították. A kazánokat szokás szerint elcserélték, úgyhogy egy idő múlva a nagy számuk ellenére gyakorlatilag nem lehetett két teljesen egyforma IIIe. osztályú mozdonyt találni. 
1911-től a mozdonyok a 326,001–497 sorozatjelet és pályaszámokat, szerkocsik a B jellegmegjelölést, valamint a hozzájuk tartozó mozdonyok sorozatjelét és pályaszámát (B326,001–497) kapták.
1912-ben két mozdony, a 326,380 és a 326,442 pályaszámúak Brotan-kazánt kaptak, de ez a kísérlet nem volt sikeres.
A MÁV mozdonyainak nagyjavítását műhelyei között 1918-tól nem területenként, hanem típusonként osztotta el. Innentől kezdve a 326 sorozat mozdonyainak nagyjavítását 
- a Szolnoki Műhely,
- a Zágrábi Műhely,
- a Szegedi Műhely,
- a Pécsi Műhely,
- a Brassói Műhely és
- a Piskii Műhely végezte.

## Az első világháború után
A vesztes első világháború után az elszakított területeken maradt, a tanácsköztársaság bukását követő román megszállás során elhurcolt, valamint a trianoni békeszerződés következtében az utódállamoknak ítélt vasúti járművek között a 326 sorozatú mozdonyok nagy része is a határokon túlra került.
Magyarországon 177 darab 326-os maradt. 
A mozdonyok 1920-as–30-as évekbeli eloszlását az alábbi táblázat szemlélteti: 

| A 326 sorozatú mozdonyok állomásítása az 1920–30-as években | A 326 sorozatú mozdonyok állomásítása az 1920–30-as években | A 326 sorozatú mozdonyok állomásítása az 1920–30-as években | A 326 sorozatú mozdonyok állomásítása az 1920–30-as években | A 326 sorozatú mozdonyok állomásítása az 1920–30-as években |
| Honállomás                                                  | 1925. október                                               | 1927. május                                                 | 1930. február                                               | 1933. január                                                |
| ----------------------------------------------------------- | ----------------------------------------------------------- | ----------------------------------------------------------- | ----------------------------------------------------------- | ----------------------------------------------------------- |
| Budapest-Keleti                                             | 3                                                           | 7                                                           | 7                                                           | 9                                                           |
| Budapest-Északi                                             | 36                                                          | 32                                                          | 27                                                          | 27                                                          |
| Budapest-Ferencváros                                        | 28                                                          | 27                                                          | 29                                                          | 31                                                          |
| Rákos                                                       | 16                                                          | 15                                                          | 12                                                          | 13                                                          |
| Szolnok                                                     | 11                                                          | 12                                                          | 12                                                          | 12                                                          |
| Cegléd                                                      | 4                                                           | 4                                                           | 4                                                           | 4                                                           |
| Hatvan                                                      | 14                                                          | 13                                                          | 8                                                           | 7                                                           |
| Salgótarján                                                 | 6                                                           | 7                                                           | 8                                                           | 8                                                           |
| Vác                                                         | –                                                           | 1                                                           | 3                                                           | 3                                                           |
| Hegyeshalom                                                 | 3                                                           | 3                                                           | 4                                                           | 3                                                           |
| Celldömölk                                                  | 4                                                           | 4                                                           | 3                                                           | –                                                           |
| Pápa                                                        | –                                                           | –                                                           | 1                                                           | 1                                                           |
| Miskolc                                                     | 8                                                           | 8                                                           | 10                                                          | 12                                                          |
| Szerencs                                                    | –                                                           | 1                                                           | 2                                                           | 2                                                           |
| Sátoraljaújhely                                             | 7                                                           | 6                                                           | 10                                                          | 9                                                           |
| Bánréve                                                     | –                                                           | –                                                           | 1                                                           | –                                                           |
| Dombóvár                                                    | 8                                                           | 10                                                          | 9                                                           | 8                                                           |
| Pécs                                                        | 8                                                           | 8                                                           | 7                                                           | 7                                                           |
| Zákány                                                      | 2                                                           | –                                                           | 2                                                           | 2                                                           |
| Nyíregyháza                                                 | 5                                                           | 5                                                           | 5                                                           | 5                                                           |
| Püspökladány                                                | 5                                                           | 5                                                           | 5                                                           | 5                                                           |
| Szeged                                                      | 2                                                           | 2                                                           | 3                                                           | 2                                                           |
| Békéscsaba                                                  | 7                                                           | 7                                                           | 8                                                           | 6                                                           |

A lecsökkent forgalom miatt a fenti állományból több mozdonyt is javítatlanul félreállítottak. 1933-ra már 35 db állt letétben a különböző fűtőházaknál. A mozdonyok havi átlagos futásteljesítménye az 1930-as évek közepén 2080 km volt – viszonylag magas érték annak ellenére, hogy a megmaradt példányok tolató- és mellékvonali tehervonati szolgálatot láttak el. Mivel nagy számban álltak rendelkezésre, és tartalékként a gazdaságosságuk sem nyomott sokat a latban, lényegében feleslegessé tették egy kifejezetten tolatószolgálatra tervezett mozdonysorozat kifejlesztését.

### Románia
Romániába 195 darab került a sorozat tagjaiból, itt a mozdonyok megtartották a sorozat- és pályaszámukat. A mozdonyok Arad, Kolozsvár, Temesvár, Brassó, Nagyszeben és Segesvár fűtőházaihoz tartoztak és a másodrangú vonalak teher- és személyvonatait továbbították egészen az 1950-es évekig. Állományuk közben fokozatosan csökkent, 1935-re már 45 mozdonyt selejteztek.

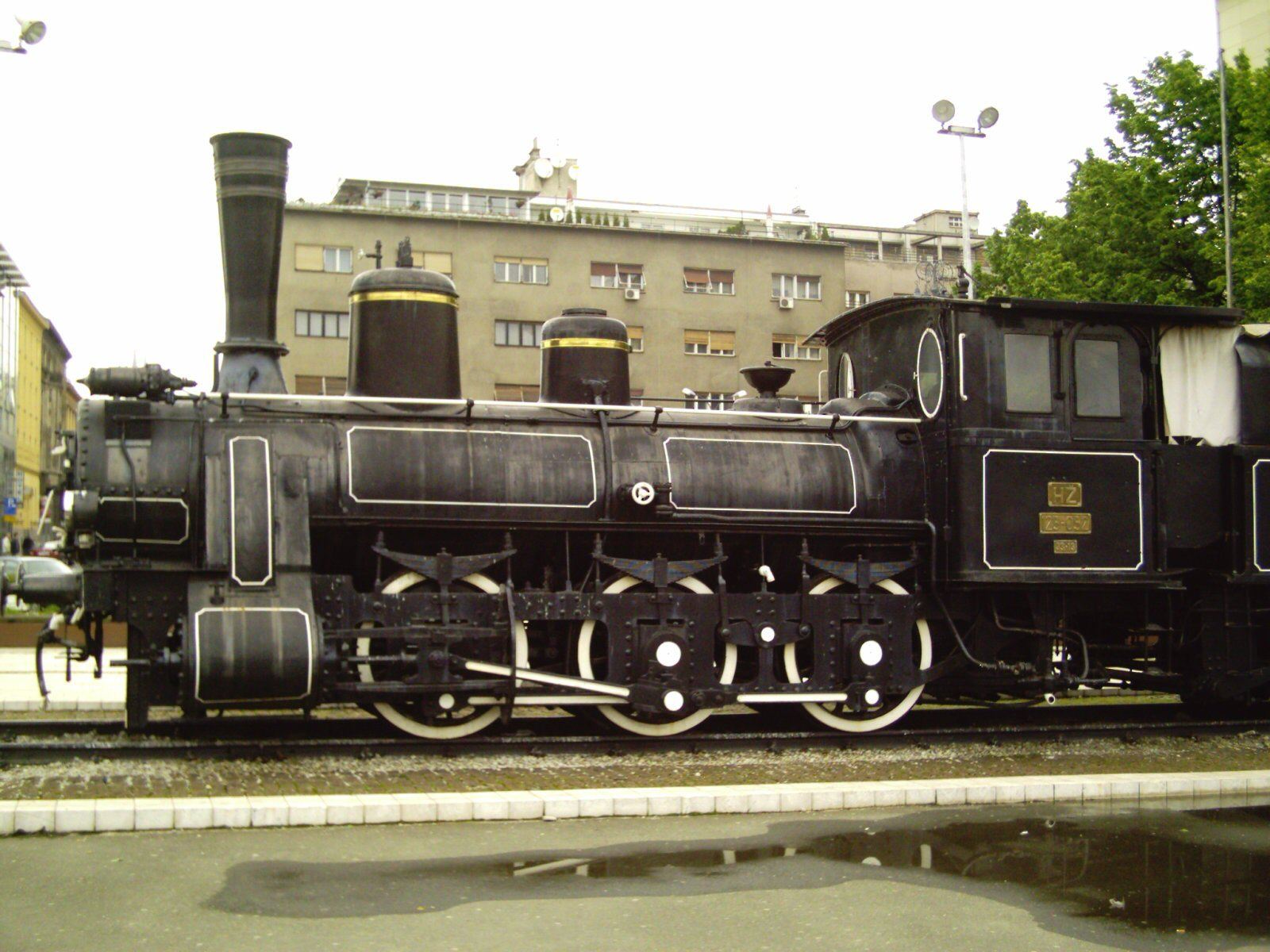
JŽ 125-052

### Csehszlovákia
Csehszlovákiába az első világháború után a MÁV-tól 2 db 326-os került, ezen kívül a KsOd államosításával még 15 db IIIe. osztályú mozdonyt vett át. A ČSD az első években szintén a korábbi sorozat- és pályaszámokon üzemeltette a járműveket. A Monarchia vasúttársaságai járműparkjának végleges felosztása után, 1925-ben bevezetett jelölési rendszernek megfelelően a mozdonyokat és szerkocsijukat külön-külön sorozat- és pályaszámmal látták el: a KsOd-eredetű mozdonyok a ČSD-nél a 313.201–15, a MÁV-tól származó gépek a 313.216–17 pályaszámokat kapták. Az utolsó példányt 1951-ben törölték az állagból.

### Jugoszlávia
Jugoszláviában 110 darab maradt, itt 1933 után a mozdonyokat az SHS utódja, a JDŽ 125 sorozatába vették fel.

### Egyéb országok
A fentieken még Lengyelországba is került 3 példány, valamint Olaszországba 5 darab – ezek azonban még az első világháború harcai során. A lengyel mozdonyok a PKP Th103 sorozatába lettek besorozva, az olaszok az FS 187 sorozatába.

## „Repartíciós” mozdonyok
A MÁV mozdonyállaga – így a 326 sorozatú mozdonyok száma is – bővült a bécsi döntések és a délszláv területi revíziók következtében. Így:
- a JDŽ-től (illetve Jugoszlávia 1941-es felosztása után valójában már a HDŽ-től, a még abban az évben megszületett Római Egyezmény alapján) a még állagban lévő 47 db mozdony közül 6 a MÁV-hoz került.

## A második világháború után
Az 1950-es években megindult dízelesítés sem szorította ki a 326-osokat, mert az M44-es sorozat főleg a nagy forgalmú állomásokon állt szolgálatba, az M31 sorozatból és a többi hasonló céllal kifejlesztett mozdonyból nem állt rendelkezésre kellő darabszám. Emiatt a 326-osok igen hosszú életűek lettek, sok példányuk másfél évtizeddel is túlélte az utódot, a 325 sorozatot. Az 1960-as évek elején a főjavítások során a 326-osok közül is többet véletlenszerűen átszámoztak.
Az 1960-as évek második felében kezdődött a nagyszámú selejtezés, de a folyamat elhúzódott, és az utolsó példányt csak 1979-ben selejtezték.

### Románia
A CFR a 326 sorozatú mozdonyait az 1950-es évektől már csak tolatószolgálatra alkalmazta Brassó, Arad, Temesvár, Kolozsvár és Nagyszeben állomásain, egészen 1965 elejéig. Az utolsó ottani mozdonyt 1970-ben selejtezték.

## Megmaradt mozdonyok

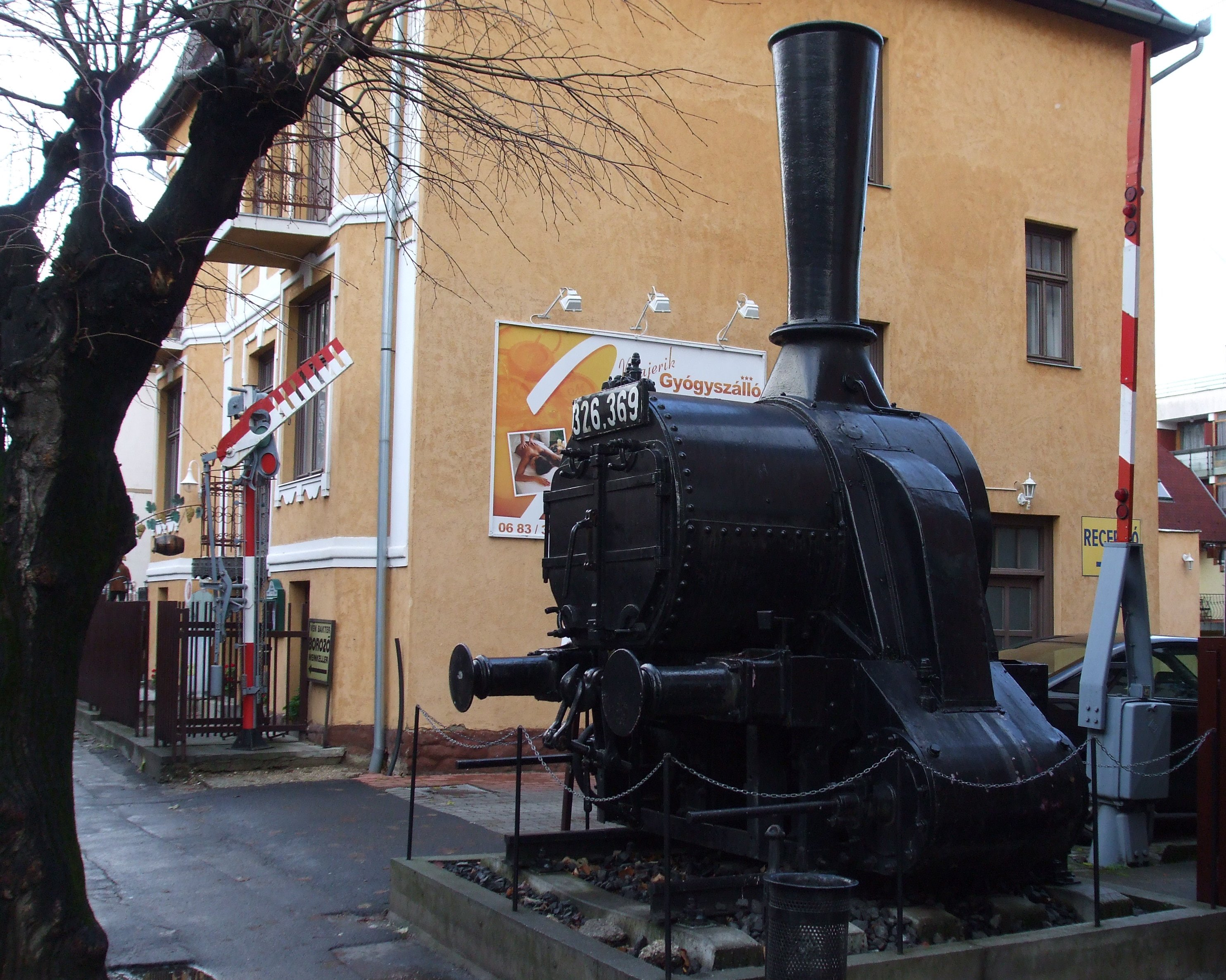
326,369 torzóként kiállítva Hévízen

A Magyar Vasúttörténeti Parkban található, 326,209 pályaszámú gép optikai felújítást kapott, nem üzemképes. A 326,160 pályaszámú
mozdony az egykori Istvántelki Főműhely területén tartózkodott, alkatrészbányaként szolgált. 2020 szeptemberében átszállították Kápolnásnyékre a Halász-kastélyhoz. A 326,267 pályaszámú mozdony Istvántelken található. A 326,274 pályaszámot viselő mozdony Békéscsabán a MÁV Járműjavító előtt látható kiállítva. A 326,321-es az Autóklub Berda József utcai telephelyén van kiállítva romos állapotban. A 326,136 pályaszámú mozdony Debrecenben, a Nagyállomás előtt van kiállítva, 2011-ben új festést kapott.

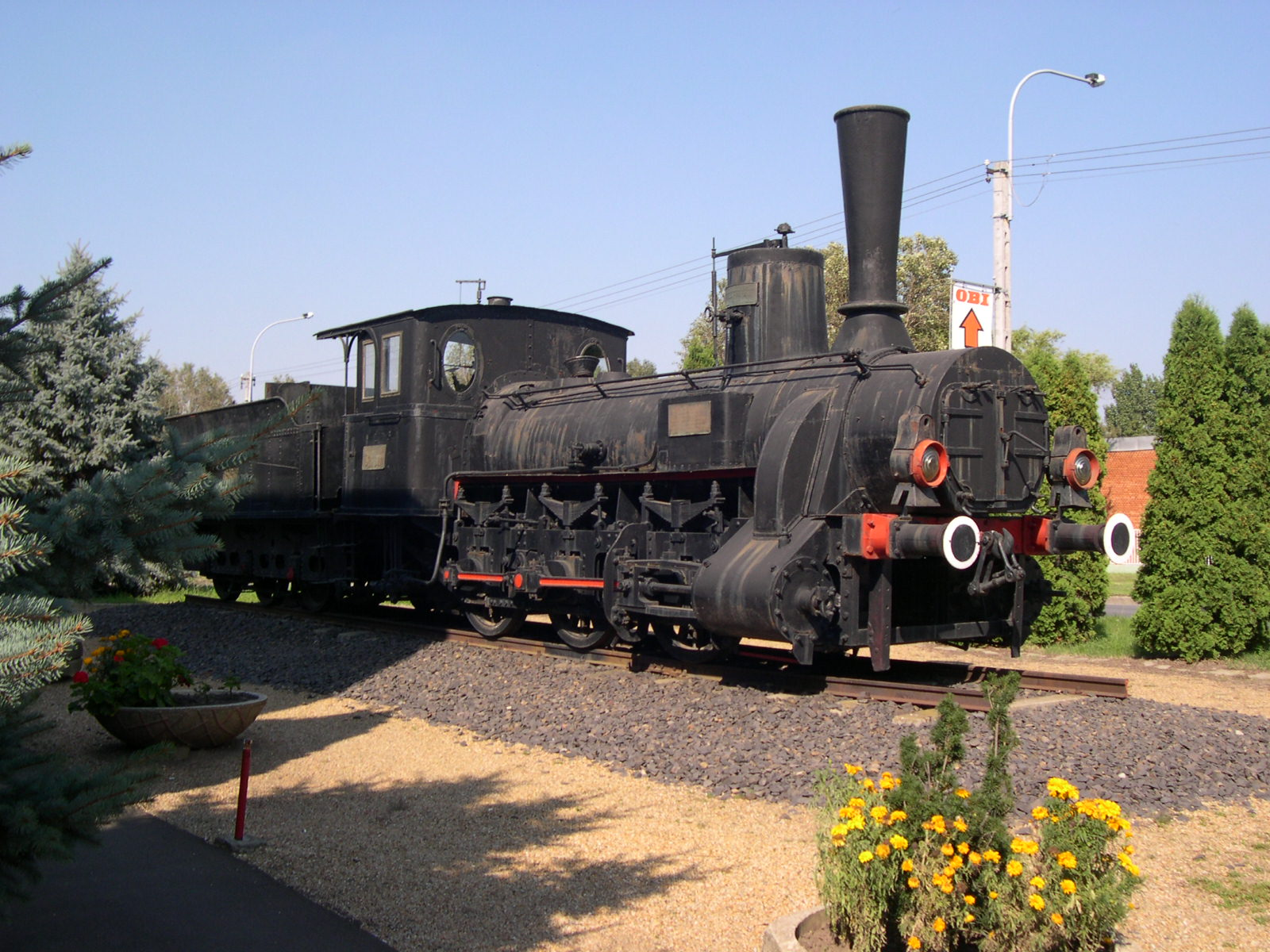
326,274 kiállítva a békéscsabai MÁV Járműjavító előtt

Külföldön is megőriztek 326-osokat. A volt 326,363-as Zágrábban van kiállítva, míg a volt 326,299-es Pragerskóban található.
Üzemképes példány nem maradt.

## Típusadatok
| A 326 sorozat változatonként eltérő típusadatai | A 326 sorozat változatonként eltérő típusadatai | A 326 sorozat változatonként eltérő típusadatai | A 326 sorozat változatonként eltérő típusadatai |
| ----------------------------------------------- | --- | --- | --- |
| Pályaszám                                       | MÁV 401–500 MÁV 601–658 SDŽ-СДЖ 51–54 GYSEV 16–17 →MÁV 2251–2408 →MÁV 326,001–158 →CFR 326.001..158 →ČSD 326.017..060 →SHS 326.007..157 →ČSD 313.216 →MPV 3III, 5III, 7III →JDŽ 125-002 →JDŽ 125-005–011 →MÁV 326,504–506 →ČSD 313.2500 →JŽ 125-074–075 | MÁV 659–700 MÁV 901–936 MPV 6II →MÁV 2409–2486 →MÁV 326,159–236 →CFR 326.161..236 →SHS 326.159..233 →MPV 2III →JDŽ 125-013–014 →JDŽ 125-016–023 →HDŽ 125-013..023 →MÁV 326,502 →JŽ 125-013..023 →JŽ 125-076 | MÁV 937–959 →MÁV 2487–2509 MÁV 2510–2747 KsOd 206–220 GYSEV 20 →MÁV 326,237-497 MPV 8II–9II →CFR 326.300..496 →ČSD 326.276 →ČSD 326.430, 450 →SHS 326.240..497 →ČSD 313.201–15 →ČSD 313.217 →MPV 1III, 4III →JDŽ 125-026..073 →SŽ 313.201..15 →HDŽ 125-026..073 →MÁV 326,501 →MÁV 326,503 →MÁV 326,507–508 →ČSD 313.2501–502 →JŽ 125-026..073 →JŽ 125-077–079 |
| Gyártásban                                      | 1882–1886 | 1888–1890 | 1891–1912 |
| Szerkezetszám                                   | D3I-III 59. | D3IV-V 59. 162 | D3V-VI 284-14 |
| Darabszám                                       | MÁV: 158 db | MÁV: 78 db MPV: 1 db | MÁV: 261 db MÉKV: 5 db KsOd: 15 db GYSEV: 1 db MPV: 2 db |
| Ütközők közötti hossz                           | 14 867 mm | 15 131 mm | 15 131 mm |
| Hossz                                           | 8 457 mm | 8 701 mm | 8 701 mm |
| Üres tömeg                                      | 33,94 t | 35,25 t | 35,25 t |
| Szolgálati tömeg                                | 38,17 t | 39,6 t | 39,6 t |
| Szolgálati tömeg szerkocsival                   | 72,17 t | 73,6 t | 73,6 t |
| Tapadási tömeg                                  | 38,17 t | 39,6 t | 39,6 t |
| Legnagyobb tengelyterhelés                      | 12,95 t | 13,2 t | 13,2 t |
| Tűzcsövek száma                                 | 198 db | 198 db | 171 db |
| Tűzcsövek belső/külső átmérője                  | 40,5/46 mm | 40,5/46 mm | 46,5/52 mm |
| Sugárzó fűtőfelület                             | 7,82 m² | 7,82 m² | 7,1 m² |
| Csőfűtőfelület                                  | 117,56 m² | 117,56 m² | 120,2 m² |
| Tapadósúlyból számított vonóerő                 | 59,91 kN | 62,16 kN | 62,16 kN |